# Лапуаское движение
Движение Лапуа, или Лапуаское движение (фин. Lapuan liike) — радикальное националистическое фашистское и антикоммунистическое движение в Финляндии, существовавшее в 1929—1932 годах. Запрещено весной 1932 года после неудачной попытки государственного переворота. Фактически восстановлено под названием Патриотическое народное движение.

## История
В межвоенный период среди партий Финляндии господствовали сильные антикоммунистические настроения, что было вызвано угрозой со стороны СССР и финских коммунистов.
В ноябре 1929 года крестьяне в восточно-ботнической деревне Лапуа напали на собрание молодых коммунистов и побоями изгнали их из деревни.
В декабре того же года была создана малочисленная радикальная организация «Дверной замок Финляндии». Эта организация позже приняла в виде программного лозунга имя этой финской деревни, где произошло вышеописанное событие. Новую организацию возглавил ветеран Гражданской войны в Финляндии 1918 года и организатор движения штрейкбрехеров «Экспортный мир» Вихтори Косола. Активное участие в создании приняла директор лапуаской школы магистр-филолог Хилья Рийпинен. Главным финансистом Движения являлся предприниматель-корпоративист Рафаэль Хаарла.
Движение Лапуа (именуемое также по шведскому названию деревни «Движение Лаппо») преследовало с самого начала резко антикоммунистические установки с националистической и религиозной окраской. Члены этого нового массового движения считали коммунизм не только внутриполитической угрозой, но также опасностью для национальной и религиозной целостности финского народа. Именно вследствие своих религиозных, националистических и особенно антикоммунистических целей движение Лапуа получило поддержку со стороны финской (лютеранской) церкви, а также консервативных и крестьянских партий.
Центр движения находился в провинции Похьянмаа, но оно пользовалось поддержкой по всей стране. В альянсе с движением выступала молодёжная организация Sinimustat, созданная в начале 1931 года.
Под давлением движения правительство Финляндии решило предложить парламенту проект закона, предусматривавшего роспуск и запрет деятельности всех коммунистических организаций стране. В январе 1930 года этот закон получил требуемые финской конституцией 2/3 голосов. Против голосовали только социал-демократы. Движение, не удовлетворившись достигнутым успехом, продолжало террористические акции против коммунистов, часто выгоняя их за советскую границу (где многие из них подверглись репрессиям).
Лапуаское движение располагало аналогом штурмовых отрядов и оперативными группами, специализировавшимися на нападениях и похищениях политических противников. Во главе наиболее известных групп стояли капитан егерей Арви Калста, бывший полицейский Кости-Пааво Ээролайнен, журналист Арттури Вуоримаа, сын Рафаэля Хаарлы Эйно Хаарла.
7 июля того же года около 12 000 членов движения Лапуа прошли маршем по улицам финской столицы, а затем и перед резиденцией президента страны Лаури Кристиана Реландера, который приветствовал их вместе с правительством Финляндии.
В октябре 1930 года членами движения был похищен бывший президент Финляндии Карл Юхо Стольберг, который в годы своего нахождения у власти (1919—1925) освободил из заключения большинство бывших финских красногвардейцев. Финские офицеры — сторонники движения Лапуа собирались изгнать Столберга за границу в СССР, но затем отпустили его.
В феврале 1932 года около 7000 (в том числе 1000 вооружённых) сторонников Движения Лапуа собрались в деревне Мянтсяля близ Хельсинки с намерением начать оттуда поход на столицу, желая повторить успех чернорубашечников Бенито Муссолини в 1922 году в Италии. Встретившись с решительной позицией президента Пера Эвинда Свинхувуда, пригрозившего пустить в ход войска, эта попытка провалилась, а Вихтори Косола и другие руководители движения были арестованы и на некоторое время заключены в тюрьму.
5 июня 1932 года было основано Патриотическое народное движение (IKL), ставшее фактическим преемником запрещённого движения Лапуа.